# جزایر هال
جزایر هال به گروه دو آب‌سنگ حلقوی بزرگ در بخش شمالی ایالت چوک، ایالات فدرال میکرونزی گفته می‌شود.
آب‌سنگ حلقوی نوم‌وین در باختر و آب‌سنگ حلقوی موریلو در خاور در فاصله ۹ کیلومتر (۵٫۶ مایل)از یکدیگر قرار دارند. این دو آب‌سنگ حلقوی، گوشه‌های بیرون‌زده یک آبکوه دوقلو هستند. در هر یک از دو بندر نوموین و موریلو بیش از ۱۰۰۰ نفر زندگی می‌کنند. این دو آبخوست نزدیک به ۱۰۱ کیلومتر (۶۳ مایل) شمال تالاب چوک قرار دارند. گاهی، آب‌سنگ حلقوی فایو نیز در این گروه دسته‌بندی می‌شود. در آب‌سنگ حلقوی فایو در ۳۶ کیلومتر (۲۲ مایل) باختر نوم‌وین، هیچ کس زندگی نمی‌کند. مساحت کل خشکی این سه آب‌سنگ حلقوی به همراه بیش از ۵۰ آبخوست خرد دیگر ۳٫۵ کیلومتر مربع (۱٫۴ مایل مربع) است.

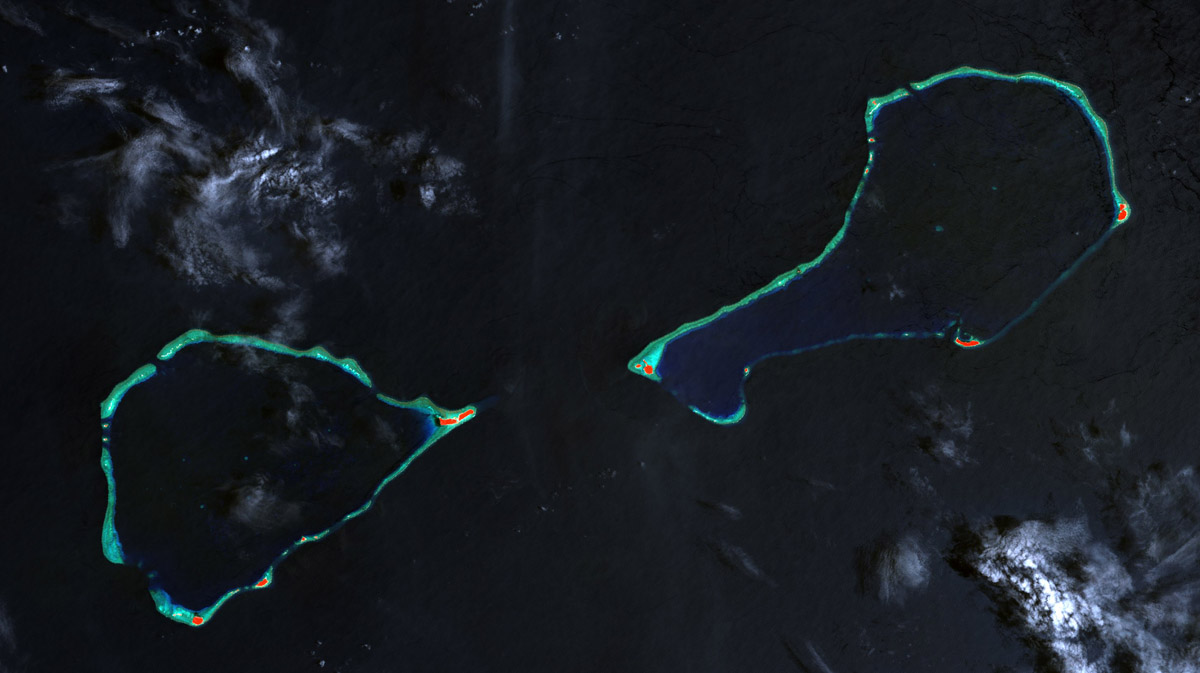
جزایر هال از دید ماهواره اداره کل ملی هوانوردی و فضا (ناسا)